# كيابون أمريكي
كيابون أمريكي (الاسم العلمي:Cayaponia americana) هو نوع من النباتات يتبع جنس الكيابون من الفصيلة القرعية.